# ピカコーポレイション
ピカコーポレイションは、アルミ合金製のはしご、脚立、作業台をはじめとする作業用製品、仮設機材、園芸用品を開発、製造・販売している企業。大阪府東大阪市長田中に本社を置く。

## 概要
アルミ合金製はしご、脚立、作業台の製造販売を主体としている。
はしごのかしめ構造の国際特許「アルフロジョイント」を保有しており、最長15mのはしごの製造技術を持つ。
その他に室外温室を主にした園芸用品、イベント用品、トラック車装製品である導風板の製造販売も行っている。標準規格製品の他、オーダーメイド製品の製作販売も行っている。

## 沿革
- 昭和32年　 3月　　　大阪市にて個人企業として創業
- 昭和36年　 7月　　　「株式会社カンサイ坂口商会」設立
- 昭和42年　 8月　　　大阪市西区に本社ビル（旧本社ビル）建設
- 昭和46年　 9月　　　社名を「株式会社カンサカ」に変更
- 昭和48年 　1月　　　滋賀工場完成　稼動に入る
- 昭和49年　 5月　　　資本金7500万円となる
- 昭和51年　 9月　　　滋賀工場が製品安全協会登録工場となる
- 昭和53年　 5月　　　滋賀工場が日本工業規格表示許可工場となる
- 昭和58年　 4月　　　米国WERNER LADDER社と技術提携
- 昭和62年　10月　　　東大阪市に本社ビル完成　移転
- 昭和63年　 2月　　　社名を「株式会社ピカコーポレイション」に変更
- 平成 2年 　4月　　　関東物流センター（現東日本物流）及び北関東営業所開設
- 平成12年　10月　　　ISO9001認証取得
- 平成14年　 9月　　　蘇州PICAアルミ工業有限公司　中国合弁会社設立
- 平成22年　 4月　　　大阪中小企業投資育成株式会社の資本参加により資本金9500万円となる
- 平成22年　 7月　　　中国蘇州市に蘇州飛科貿易有限公司設立
- 平成22年　12月　　　アルインコ株式会社（大阪市中央区）と資本提携
- 平成25年　 3月　　　コーポレイトアイデンティティを一新
- 平成30年　12月　　　グッドカンパニー大賞 優秀企業賞を受賞
- 令和 2年　 9月　　　東日本物流センターが完成・稼働
- 令和 2年　11月　　　栃木工場稼働
- 令和 4年　 6月　　　坂口守正 代表取締役会長に就任 　　　　　　　　　　坂口泰生 代表取締役社長に就任

## 関連会社
- 蘇州飛科貿易有限公司（中国蘇州市）
- 蘇州PICAアルミ工業有限公司（合弁会社　中国蘇州市）
- Werner Ladder Co.（技術提携先　米国）